# Parque natural nacional Costa de Marfil de Sviatoslav
El Parque natural nacional Costa de Marfil de Sviatoslav (en ucraniano: Національний природний парк «Білобережжя Святослава») está situado en la costa norte del Mar Negro es el sur de Ucrania. Cubre partes del estuario del Dniéper-Bug Meridional, el cordón litoral de Kinburn, justo al sur del estuario y la bahía de Yahorlyk, una bahía poco profunda del propio Mar Negro. Adyacente al sitio a lo largo de la costa se encuentra la Reserva de la Biosfera del Mar Negro. Los diversos tramos del parque protegen y muestran la ecología esteparia del sur de Ucrania y las aguas adyacentes. El parque está situado en el distrito administrativo (raión) de Ochakiv y en el de Berezanka ambos situados en el óblast de Nicolaiev.

## Topografía
El parque está situado en las tierras bajas del Mar Negro en el extremo norte del Mar Negro occidental, donde el río Dniéper y el Bug Meridional desembocan juntos en el mar. El sitio está a unos 150 kilómetros al oeste del puente terrestre hacia la península de Crimea. A lo largo del norte del parque hay un hábitat representativo de estepa y bosque-estepa. En el sur hay un mosaico de estepa seca, humedales y hábitat de agua salada adyacente. El estuario al norte del cordón litoral de Kinburn es de agua dulce, y la bahía y el mar al sur son de agua salada. El área es conocida por tener muchos lagos: lagos de agua dulce alimentados por la lluvia y lagos de agua salada alimentados por la filtración del mar.

## Clima y ecorregión
El clima del parque es Clima continental húmedo, con verano cálido (clasificación climática de Köppen (Dfb)). Este clima se caracteriza por grandes diferencias estacionales de temperatura con veranos cálidos e inviernos fríos y nevados (al menos un mes con un promedio de más de 22 grados Celsius (71,6 °F). El parque se encuentra en la ecorregión de la Estepa póntica.

## Flora y fauna

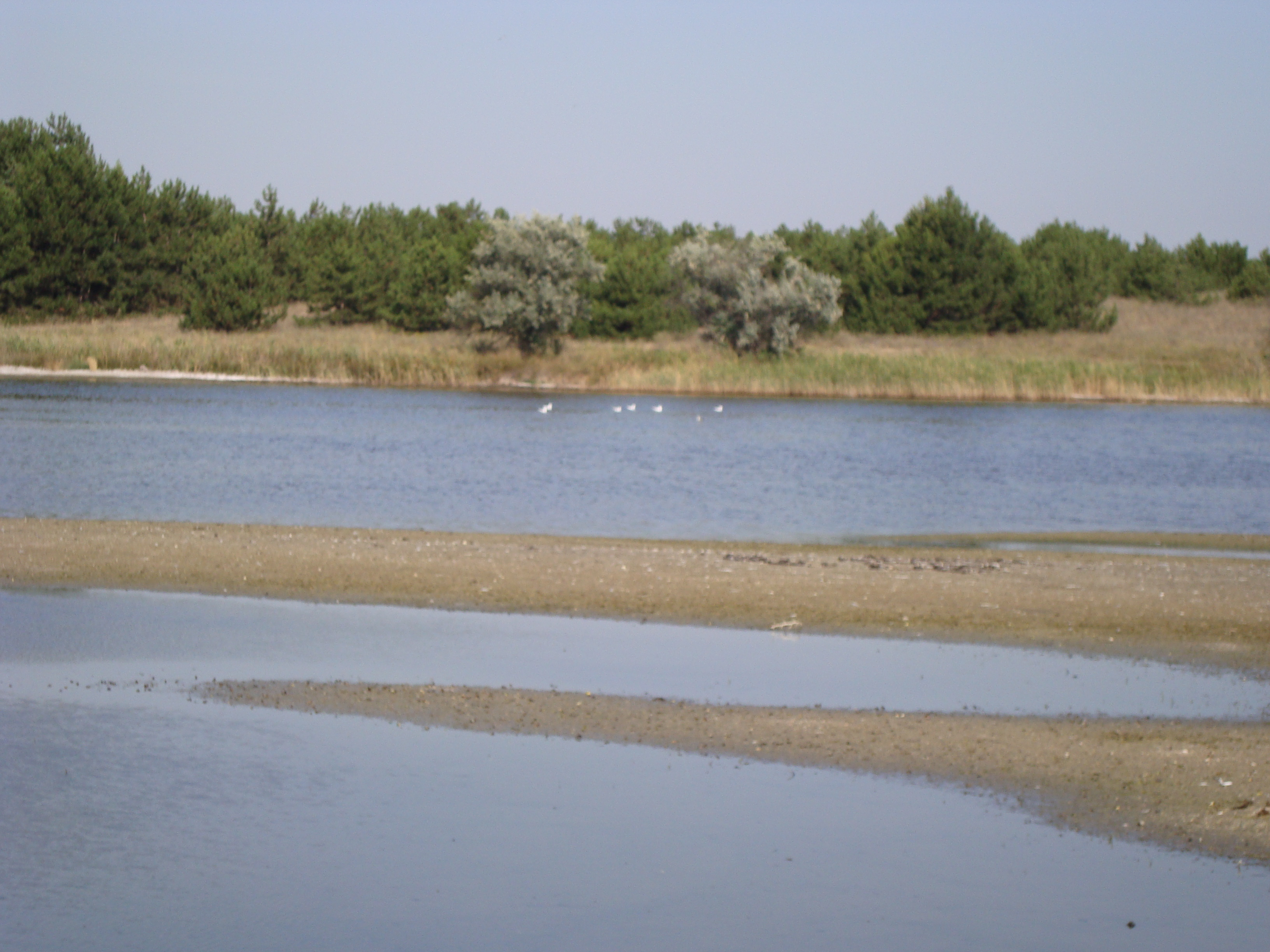
Pinos en el cordón litoral de Kinburn

La vegetación dominante en el cordón litoral de Kinburn son las de escalón arenoso, con grupos de plantas de bosque, pradera, higrofílicas y halófitas. En medio de las áreas verdes hay rodales de bosques de pinos y robles y pantanos. La bahía de Yahorlyk, al sur de Kinburn, es un humedal Ramsar.

## Uso público
El parque está relativamente subdesarrollado; Se aconseja a los campistas y senderistas de las rutas ecológicas llevar su propia comida y agua. Hay excursiones acuáticas disponibles y los guardias del parque realizan visitas guiadas para grupos.  Se sigue mejorando el control de las áreas protegidas del parque. La caza furtiva y la pesca ilegales han sido problemas en el pasado.